# Wigtje
Wigtje, auch Wigge, das Gewichtchen, war ein niederländisches Gewichtsmaß und bezeichnete das Gramm.
- 1 Wigtje = 10 Korrels = 1 Gramm
- 10 Wigtje = 1 Lood
- 100 Wigtje = 1 Once
- 1000 Wigtje = 1 Pond